# Furåsen
Furåsen is een plaats in de gemeente Göteborg in het landschap Västergötland en de provincie Västra Götalands län in Zweden. De plaats heeft 109 inwoners (2005) en een oppervlakte van 28 hectare. Furåsen grenst in het zuiden aan landbouwgrond en voor de rest aan bos. De dichtstbijzijnde redelijk grote plaats is Lerum, dat ongeveer vijf kilometer ten zuidoosten van het dorp ligt. De stad Göteborg ligt ongeveer tien kilometer ten westen van Furåsen.